# Maturowe Stoły

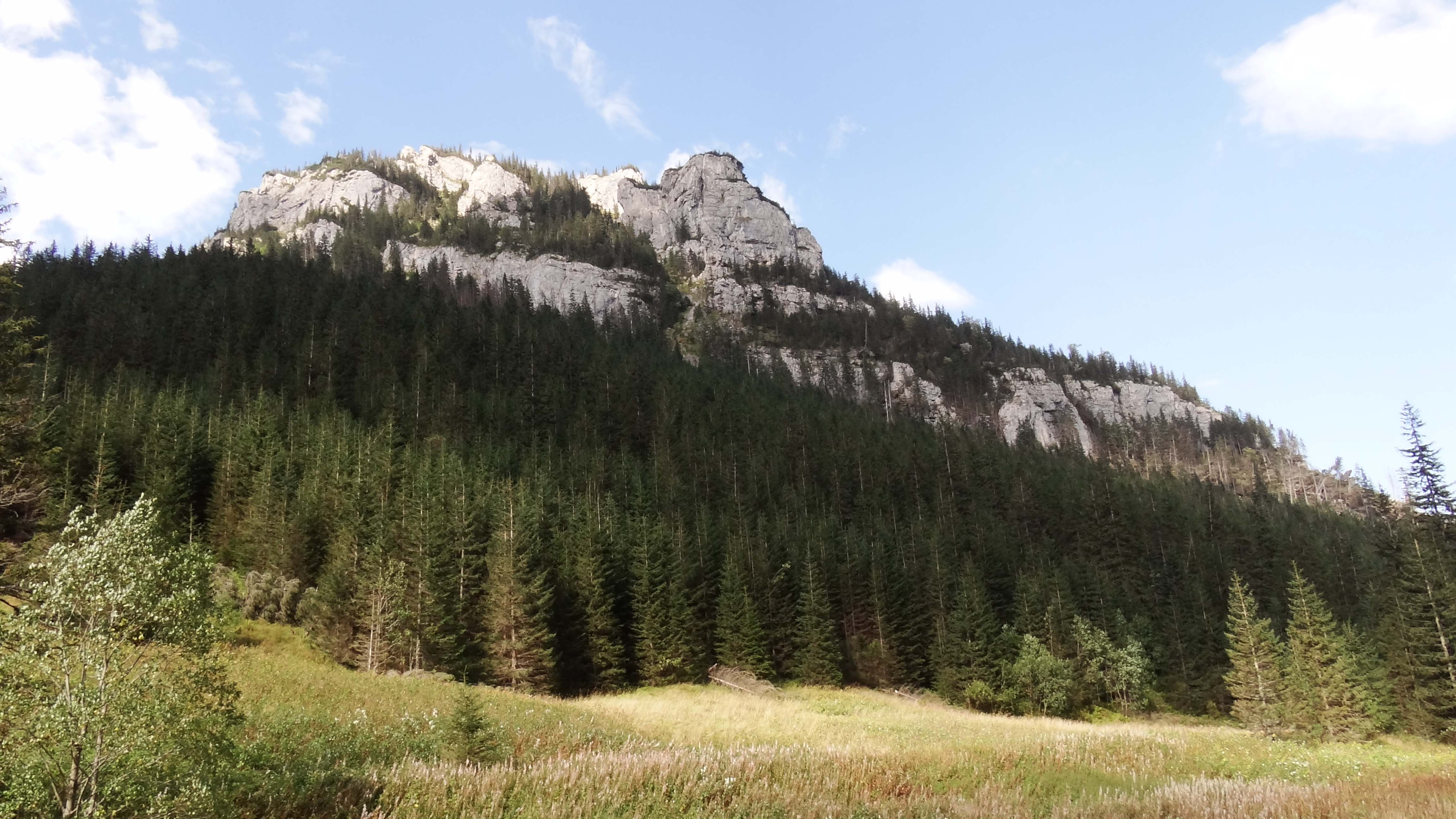

Maturowe Stoły (ok. 1100–1428 m n.p.m.) – grzbiet w polskich Tatrach Zachodnich, w otoczeniu Doliny Kościeliskiej, ciągnący się spod wierzchołka Suchego Wierchu w kierunku wschodnim i opadający ku Kościeliskiemu Potokowi poniżej Polany Pisanej.
Od strony północnej grzbiet jest porośnięty lasem i łagodnie przechodzi we wschodnie stoki masywu Stołów, natomiast od strony południowej opada kilkoma piętrami skalnych urwisk do żlebu Żeleźniak. W dolnej części grzbietu, od strony żlebu Żeleźniak, funkcjonowała w I połowie XIX w. kopalnia rudy żelaza zwana Maturką, od której powstała nazwa Maturowych Stołów.